# Kraftwerk Stalon
Das Kraftwerk Stalon (schwedisch Stalons kraftverk) ist ein Wasserkraftwerk in der Gemeinde Vilhelmina, Provinz Västerbottens län, Schweden, das sich zwischen den beiden Seen Kultsjön und Malgomaj befindet. Es ging 1961 in Betrieb. Das Kraftwerk ist im Besitz von Vattenfall und wird auch von Vattenfall betrieben.

## Absperrbauwerk
Die Absperrbauwerke befinden sich am Abfluss des Ångermanälven aus dem See Kultsjön. Die maximale Höhe der Bauwerke beträgt 15 m.

## See
Der See Kultsjön erstreckt sich über eine Fläche von 53 km². Das zur Stromerzeugung nutzbare Volumen des Sees beträgt 60 Mio. m³ Wasser.

## Kraftwerk
Mit dem Bau des Kraftwerks wurde 1958 begonnen; es ging 1961 in Betrieb. Das Kraftwerk verfügt mit einer Francis-Turbine über eine installierte Leistung von 110 (bzw. 130) MW. Die durchschnittliche Jahreserzeugung liegt bei 515 (bzw. 550 560 oder 583) Mio. kWh.
Die Turbine wurde von Kværner geliefert; sie leistet 115,5 MW und ihre Nenndrehzahl liegt bei 250 Umdrehungen pro Minute. Die Fallhöhe beträgt 190 (bzw. 199) m. Der maximale Durchfluss liegt bei 65 m³/s.

## Sonstiges
Im Juli 2009 brach in einem Transformator ein Feuer aus, durch das neben weiteren Anlagen im Kraftwerk auch eine 200-kV-Leitung zerstört wurde. Die Reparaturkosten wurden auf 50 bis 60 Mio. SEK geschätzt.